# What Is Love

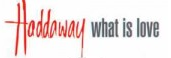
Logo van What is Love door Haddaway

What Is Love is een eurodance-nummer van de Trinidadiaanse-Duitse zanger Haddaway. Het is afkomstig van diens debuutalbum The Album uit 1993. 
In december 1992 werd het nummer oorspronkelijk op single uitgebracht, maar het werd toen nergens een hit. Op 18 januari 1993 werd het nummer als remix opnieuw uitgebracht, eerst in het Verenigd Koninkrijk en Ierland. In april volgde het Europese vasteland en op 9 augustus dat jaar Australië, Nieuw-Zeeland, de VS, Canada, Mexico en Zimbabwe. De single werd toen wél een hit en behaalde in vele landen (waaronder Nederland) zelfs een nummer 1-notering.

## Achtergrond
De single werd wereldwijd een enorme hit en behaalde in Haddaways tweede thuisland Duitsland de 2e positie. In Australië werd de 12e positie bereik, in Nieuw-Zeeland de 48e, de VS de 11e, Canada de 17e, Zimbabwe de nummer 1-positie, Denemarken, Noorwegen, IJsland, Finland Italië, Frankrijk, Spanje, Portugal, Oostenrijk, Zwitserland, Ierland en de Eurochart Hot 100 eveneens de nummer 1-positie. In het Verenigd Koninkrijk werd de 2e positie behaald in de UK Singles Chart.
In Nederland was de single in week 14 van 1993 de 10e Megahit op Radio 3 en in week 15 Alarmschijf. De single werd een gigantische hit en bereikte de nummer 1-positie in zowel de destijds nieuwe publieke hitlijst op Radio 3; de Mega Top 50 als de Nederlandse Top 40 (uitgezonden tot 18 december 1993 door Veronica op Radio 3 en vanaf 18 juni 1993 ook te horen op Radio 538).
In België bereikte de single eveneens de nummer 1-positie in zowel de voorloper van de Vlaamse Ultratop 50 als de Vlaamse Radio 2 Top 30.
Op 18 augustus 2003 bracht Haddaway een modernere versie van het nummer uit met als titel What Is Love - Reloaded. Deze versie werd nergens een succes. In Nederland behaalde deze versie alleen in de Single Top 100 de 100e positie voor slechts één week.

## Andere versies
- In 2013 bracht de Duitse melodieuze-deathmetal-/metalcoreband Emergency Gate een coverversie uit van het liedje, in samenwerking met Haddaway, wat op het in datzelfde jaar uitgebrachte album Remembrance (The Early Days) staat. Deze versie is ook uitgebracht als single, met als extra tracks een versie zonder Haddaway en een geheel instrumentale versie.
- In 2016 kwam de Belgische dj Lost Frequencies met een deephouse-versie van het nummer, die in de Vlaamse Ultratop 50 de nummer 1-positie behaalde.
- In 2023 bracht de Franse dj David Guetta samen met de Britse zangeres Anne-Marie en de Amerikaanse zangeres Coi Leray een versie uit met als titel Baby Don't Hurt Me.

## Hitnoteringen

### Nederlandse Top 40
| Hitnotering: 17-04-1993 t/m 14-08-1993 | Hitnotering: 17-04-1993 t/m 14-08-1993 | Hitnotering: 17-04-1993 t/m 14-08-1993 | Hitnotering: 17-04-1993 t/m 14-08-1993 | Hitnotering: 17-04-1993 t/m 14-08-1993 | Hitnotering: 17-04-1993 t/m 14-08-1993 | Hitnotering: 17-04-1993 t/m 14-08-1993 | Hitnotering: 17-04-1993 t/m 14-08-1993 | Hitnotering: 17-04-1993 t/m 14-08-1993 | Hitnotering: 17-04-1993 t/m 14-08-1993 | Hitnotering: 17-04-1993 t/m 14-08-1993 | Hitnotering: 17-04-1993 t/m 14-08-1993 | Hitnotering: 17-04-1993 t/m 14-08-1993 | Hitnotering: 17-04-1993 t/m 14-08-1993 | Hitnotering: 17-04-1993 t/m 14-08-1993 | Hitnotering: 17-04-1993 t/m 14-08-1993 | Hitnotering: 17-04-1993 t/m 14-08-1993 | Hitnotering: 17-04-1993 t/m 14-08-1993 | Hitnotering: 17-04-1993 t/m 14-08-1993 | Hitnotering: 17-04-1993 t/m 14-08-1993 |
| Week                                   | 1                                      | 2                                      | 3                                      | 4                                      | 5                                      | 6                                      | 7                                      | 8                                      | 9                                      | 10                                     | 11                                     | 12                                     | 13                                     | 14                                     | 15                                     | 16                                     | 17                                     | 18                                     |                                        |
| -------------------------------------- | -------------------------------------- | -------------------------------------- | -------------------------------------- | -------------------------------------- | -------------------------------------- | -------------------------------------- | -------------------------------------- | -------------------------------------- | -------------------------------------- | -------------------------------------- | -------------------------------------- | -------------------------------------- | -------------------------------------- | -------------------------------------- | -------------------------------------- | -------------------------------------- | -------------------------------------- | -------------------------------------- | -------------------------------------- |
| Nummer                                 | 26                                     | 12                                     | 5                                      | 3                                      | 1                                      | 1                                      | 1                                      | 1                                      | 1                                      | 1                                      | 2                                      | 2                                      | 6                                      | 8                                      | 11                                     | 15                                     | 23                                     | 34                                     | uit                                    |

### Mega Top 50
| Hitnotering: 17-04-1993 t/m 28-08-1993 | Hitnotering: 17-04-1993 t/m 28-08-1993 | Hitnotering: 17-04-1993 t/m 28-08-1993 | Hitnotering: 17-04-1993 t/m 28-08-1993 | Hitnotering: 17-04-1993 t/m 28-08-1993 | Hitnotering: 17-04-1993 t/m 28-08-1993 | Hitnotering: 17-04-1993 t/m 28-08-1993 | Hitnotering: 17-04-1993 t/m 28-08-1993 | Hitnotering: 17-04-1993 t/m 28-08-1993 | Hitnotering: 17-04-1993 t/m 28-08-1993 | Hitnotering: 17-04-1993 t/m 28-08-1993 | Hitnotering: 17-04-1993 t/m 28-08-1993 | Hitnotering: 17-04-1993 t/m 28-08-1993 | Hitnotering: 17-04-1993 t/m 28-08-1993 | Hitnotering: 17-04-1993 t/m 28-08-1993 | Hitnotering: 17-04-1993 t/m 28-08-1993 | Hitnotering: 17-04-1993 t/m 28-08-1993 | Hitnotering: 17-04-1993 t/m 28-08-1993 | Hitnotering: 17-04-1993 t/m 28-08-1993 | Hitnotering: 17-04-1993 t/m 28-08-1993 | Hitnotering: 17-04-1993 t/m 28-08-1993 | Hitnotering: 17-04-1993 t/m 28-08-1993 |
| Week                                   | 1                                      | 2                                      | 3                                      | 4                                      | 5                                      | 6                                      | 7                                      | 8                                      | 9                                      | 10                                     | 11                                     | 12                                     | 13                                     | 14                                     | 15                                     | 16                                     | 17                                     | 18                                     | 19                                     | 20                                     |                                        |
| -------------------------------------- | -------------------------------------- | -------------------------------------- | -------------------------------------- | -------------------------------------- | -------------------------------------- | -------------------------------------- | -------------------------------------- | -------------------------------------- | -------------------------------------- | -------------------------------------- | -------------------------------------- | -------------------------------------- | -------------------------------------- | -------------------------------------- | -------------------------------------- | -------------------------------------- | -------------------------------------- | -------------------------------------- | -------------------------------------- | -------------------------------------- | -------------------------------------- |
| Nummer                                 | 36                                     | 10                                     | 5                                      | 2                                      | 1                                      | 1                                      | 1                                      | 1                                      | 1                                      | 1                                      | 2                                      | 2                                      | 2                                      | 4                                      | 8                                      | 10                                     | 14                                     | 21                                     | 31                                     | 43                                     | uit                                    |

### Officiële Vlaamse hitlijst
| Hitnotering: 03-04-1993 t/m 14-08-1993 | Hitnotering: 03-04-1993 t/m 14-08-1993 | Hitnotering: 03-04-1993 t/m 14-08-1993 | Hitnotering: 03-04-1993 t/m 14-08-1993 | Hitnotering: 03-04-1993 t/m 14-08-1993 | Hitnotering: 03-04-1993 t/m 14-08-1993 | Hitnotering: 03-04-1993 t/m 14-08-1993 | Hitnotering: 03-04-1993 t/m 14-08-1993 | Hitnotering: 03-04-1993 t/m 14-08-1993 | Hitnotering: 03-04-1993 t/m 14-08-1993 | Hitnotering: 03-04-1993 t/m 14-08-1993 | Hitnotering: 03-04-1993 t/m 14-08-1993 | Hitnotering: 03-04-1993 t/m 14-08-1993 | Hitnotering: 03-04-1993 t/m 14-08-1993 | Hitnotering: 03-04-1993 t/m 14-08-1993 | Hitnotering: 03-04-1993 t/m 14-08-1993 | Hitnotering: 03-04-1993 t/m 14-08-1993 | Hitnotering: 03-04-1993 t/m 14-08-1993 | Hitnotering: 03-04-1993 t/m 14-08-1993 | Hitnotering: 03-04-1993 t/m 14-08-1993 | Hitnotering: 03-04-1993 t/m 14-08-1993 | Hitnotering: 03-04-1993 t/m 14-08-1993 |
| Week                                   | 1                                      | 2                                      | 3                                      | 4                                      | 5                                      | 6                                      | 7                                      | 8                                      | 9                                      | 10                                     | 11                                     | 12                                     | 13                                     | 14                                     | 15                                     | 16                                     | 17                                     | 18                                     | 19                                     | 20                                     |                                        |
| -------------------------------------- | -------------------------------------- | -------------------------------------- | -------------------------------------- | -------------------------------------- | -------------------------------------- | -------------------------------------- | -------------------------------------- | -------------------------------------- | -------------------------------------- | -------------------------------------- | -------------------------------------- | -------------------------------------- | -------------------------------------- | -------------------------------------- | -------------------------------------- | -------------------------------------- | -------------------------------------- | -------------------------------------- | -------------------------------------- | -------------------------------------- | -------------------------------------- |
| Nummer                                 | 40                                     | 20                                     | 14                                     | 10                                     | 6                                      | 2                                      | 1                                      | 1                                      | 1                                      | 1                                      | 1                                      | 1                                      | 3                                      | 3                                      | 5                                      | 7                                      | 14                                     | 22                                     | 26                                     | 45                                     | uit                                    |

### NPO Radio 2 Top 2000
| Nummer met noteringen in de NPO Radio 2 Top 2000 | '14  | '15  | '16  | '17  | '18  |
| ------------------------------------------------ | ---- | ---- | ---- | ---- | ---- |
| What Is Love                                     | 1893 | 1702 | 1850 | 1796 | 1999 |

1. ↑  Een vetgedrukt getal geeft de hoogste notering aan.
2. ↑  2014 was het eerste jaar met een notering voor dit nummer.
3. ↑  Deze tabel is bijgewerkt tot en met de meest recente editie (2024).